# Monte Tarino
Il Monte Tarino è un rilievo dei monti Simbruini, nel Lazio, nella provincia di Frosinone, nel comune di Filettino.

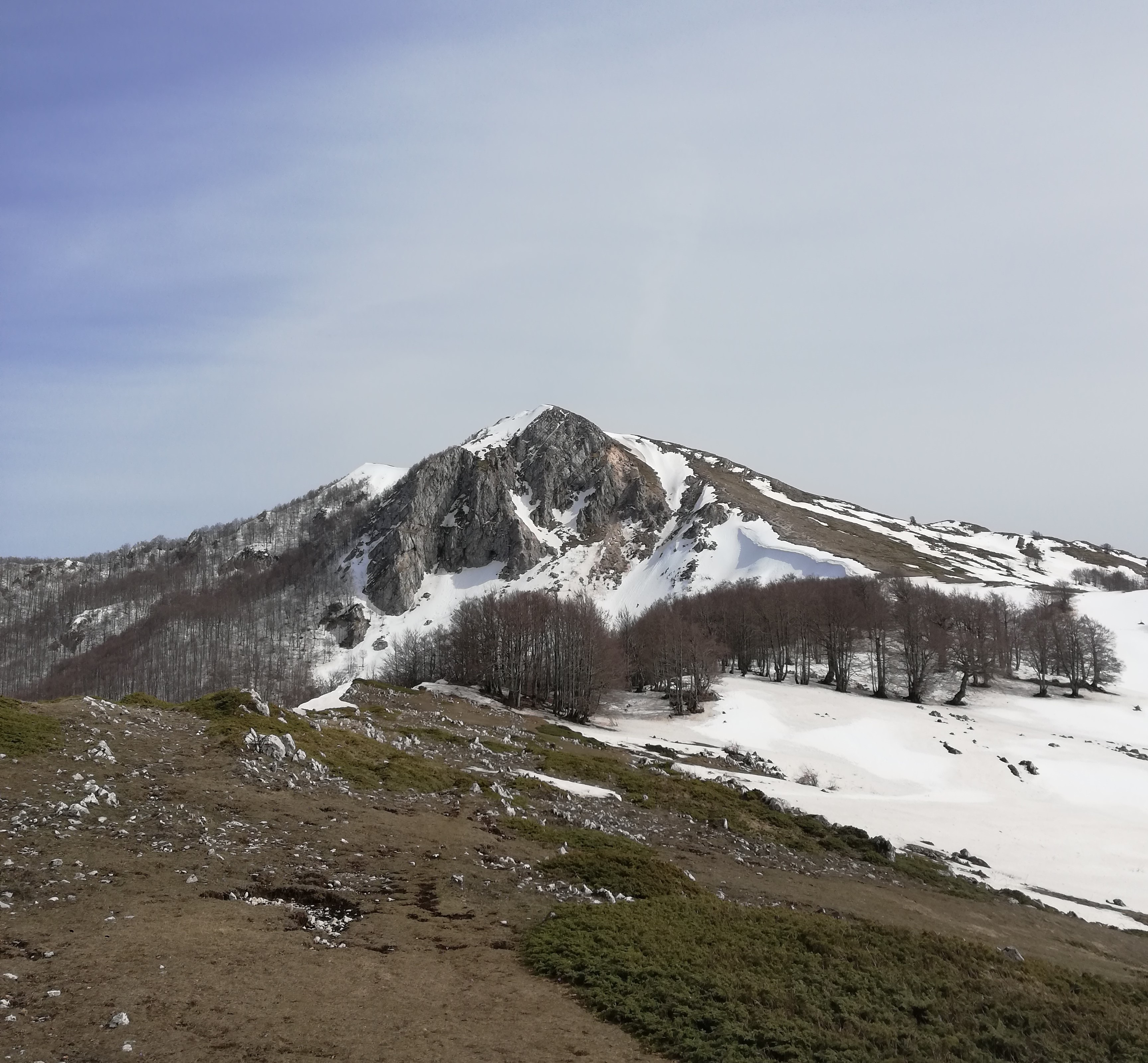
Il versante Nord del Tarino dal Pozzo della neve

## Descrizione
Il Monte Tarino si erge imponente, con la sua maestosa cresta panoramica, sino all’altezza di 1961 mt. slm. 
Fa parte dello stesso sistema montuoso anche il Monte Tarinello (1846 mt. slm.), da cui il Tarino è separato dal Pozzo della neve, una depressione carsica dove la neve si raccoglie fino a primavera inoltrata, e la cima Cammina Cammina che si erge a sud rispetto al monte Tarino  fino ad una altezza di mt 1851 s.l.m.